# Seequa Chameleon
Seequa CHAMELEON (CHAMELEON) је био преносиви рачунар фирме Seequa који је почео да се производи у САД од 1983. године.
Користио је Zilog Z80 + Intel 8088 као микропроцесор. РАМ меморија рачунара је имала капацитет од 128 KB до 256 KB на плочи, све до 640 KB са плочом за проширење. 
Као оперативни систем кориштен је MS DOS и CP/M.

## Детаљни подаци
Детаљнији подаци о рачунару CHAMELEON су дати у табели испод.
|                       |                                                                                         |
| [ 1 ]                 |                                                                                         |
| Произвођач            |                                                                                         |
| Тип                   | преносиви рачунар                                                                       |
| Меморија              | 128 до 256 на плочи. Све до 640 са плочом за проширење.                                 |
| Поријекло             | Сједињене Америчке Државе                                                               |
| Година                | 1983                                                                                    |
| Тастатура             | QWERTY пуни помак тастера, 83 тастера са нумеричком тастатуром и 10 функцијских тастера |
| Процесор              | 8088                                                                                    |
| Фреквенција процесора | 2,5 (Z80) - 5 (8088)                                                                    |
| RAM                   | 128 до 256 на плочи. Све до 640 са плочом за проширење                                  |
| ROM                   | 16 (све до 48 )                                                                         |
| Текст                 | 9-инчни монитор са зеленим приказом                                                     |
| Графика               | 320 x 200 са 4 боје - 640 x 200 црно и бијело                                           |
| Боја                  | 16 (текст приказ)                                                                       |
| Звук                  | мали звучник                                                                            |
| Димензије             | 12,7                                                                                    |
| Портови               |                                                                                         |
| Оперативни систем     |                                                                                         |